# احمد گوراب
احمد گوراب سابقاً یکی از آبادی‌های بین راه رشت به فومن بود ولی امروزه در محدوده شهر رشت واقع گردیده‌است و بسیاری از فروشگاه‌ها و نمایشگاه‌های لوازم ساختمانی در این محل قرار دارد. این محله در غرب شهرستان رشت واقع شده‌است و اکثر جمعیت محله احمد گوراب را گیلک‌ها تشکیل داده‌اند.
احمد گوراب دارای قدمتی تاریخی است و در زمان صفویه در مسیر کاروان‌های تجاری قرار داشت.